# Flavobacterium psychrophilum
Espèce
Flavobacterium psychrophilum est une bactérie psychrophile à Gram négatif, appartenant à la famille des Bacteroidota. 

## Description
C'est l'agent causal de la maladie bactérienne des eaux froides et il a été isolé pour la première fois en 1948 lors d'une mortalité massive chez le salmonidé Oncorhynchus kisutch.

## Taxonomie
Le nom correct complet (avec auteur) de ce taxon est Flavobacterium psychrophilum (Bernardet & Grimont 1989 ex Borg 1960) Bernardet et al. 1996.

### Étymologie
L'étymologie du nom spécifique Flavobacterium psychrophilum vient de sa capacité à supporter le froid: psy.chro.phi’lum. Gr. masc. adj. psychros, froid; N.L. neut. adj. suff. -philum, ami, aimant; du grec neut. adj. philon, ami; N.L. neut. adj. psychrophilum, aime le froid.

### Synonymes
Flavobacterium psychrophilum a pour synonymes :
- Cytophaga psychrophila (Bernardet & Grimont 1989 ex Borg 1960) Reichenbach 1989
- Flexibacter psychrophilus (ex Borg 1960) Bernardet & Grimont 1989